# F.1 Manager
F.1 Manager è un videogioco manageriale di Formula 1, con sequenze anche d'azione, pubblicato da Simulmondo nel 1989 per Amiga, Commodore 64 e MS-DOS e nel 1990 per Atari ST.
Fu seguito nel 1991 da Formula 1 3D: F.1 Manager II solo per Commodore 64, che è praticamente una versione aggiornata del primo titolo, con migliorie perlopiù estetiche. Simulmondo pubblicò anche Formula 1 3D per Amiga, ma si tratta di un simulatore di guida non manageriale.

## Modalità di gioco
La seguente descrizione si riferisce alla versione per Commodore 64; si dispone di informazioni meno precise sulle altre versioni e alcuni dettagli potrebbero differire.
Uno oppure due giocatori gestiscono un pilota e una vettura ciascuno, affrontando un solo Gran Premio su un circuito a scelta oppure tutto il mondiale.
A inizio partita si ha una certa quantità di denaro e bisogna ingaggiare un pilota tra vari disponibili, con diverse caratteristiche tecniche (coraggio, tattica, abilità) e diversi costi. Quindi si seleziona un motore tra varie marche disponibili, oppure si può progettare un motore da zero scegliendo come investire nei vari elementi, tra cui numero di valvole e cilindri, qualità dei materiali, ecc. Infine si seleziona un telaio, anche qui tenendo conto di prezzi e caratteristiche, e il numero di ingegneri e meccanici che comporranno la squadra tecnica.
Prima di ogni gara si possono regolare pneumatici, alettoni e sospensioni. Si corre anzitutto la qualifica a tempo; questa è l'unica parte dove il giocatore è alla guida vera e propria della vettura. La visuale della pista è dall'abitacolo e si tratta di un simulatore di guida con il controllo manuale delle marce. Nella modalità a due giocatori si gareggia uno alla volta.
La gara vera e propria invece viene corsa in automatico e mostrata attraverso animazioni di auto che si sorpassano e messaggi scritti di telecronaca. Durante lo svolgimento, in tempo reale, il giocatore tramite delle icone può controllare lo stato della vettura e dare direttive generali al pilota: l'aggressività della guida, la velocità da tenere, quando andare ai box. Bisogna trovare un equilibrio tra guadagnare posizioni (periodicamente viene mostrata la classifica di gara) e il rischio di incidenti o fusione del motore. La modalità a due giocatori in gara è in simultanea.

## Accoglienza
Secondo quanto dichiarava la Simulmondo, la versione Commodore 64 vendette 10 000 copie la prima settimana e raggiunse le 20 000 in due mesi, all'epoca cifre notevoli per l'Italia.
La stampa italiana apprezzò la versione Commodore 64 e la complessità gestionale del gioco. La rivista Zzap! gli assegnò un voto globale dell'82%, pur notando che è un gioco particolare e forse troppo rivolto a un preciso pubblico di appassionati. Super Commodore arrivò a un voto complessivo di 26/30. Secondo K (72%) e Commodore Computer Club (7/10) la parte più deludente è quella d'azione della guida per la qualifica.
All'estero Joystick giudicò discreta la versione Amiga (70%), mentre The Games Machine britannica trattò molto negativamente le versioni Amiga (40%) e Commodore 64 (29%), delusa soprattutto dalla parte di guida.